# Jagdcorps Masovia zu Berlin
Das Jagdcorps Masovia zu Berlin ist ein 1920 gegründetes Jagdcorps, welches Studenten und Alumni der Berliner Hochschulen vereinigt. Es ist das älteste Jagdcorps und zugleich die älteste Jagdverbindung im deutschsprachigen Raum. Als Gründungsmitglied gehört es dem Wernigeroder Jagdkorporationen Senioren-Convent (WJSC) an. Es ist farbentragend und frei schlagend. Die Mitglieder werden nach der Heimat der Gründer Masuren genannt.

## Couleur, Wappen und Wahlspruch
- Farben: weiß (Einigkeit und Treue) – grün (Jagd) – gold (Freiheit). Die Perkussion ist gold. Füxe tragen Bänder in den Farben Grün-Weiß-Grün.
- Mütze: grün im kleinen Burschenschafterformat.
- Wappen: Der Wappenschild ist viergeteilt. Links oben die Burschenfarben mit dem Corpszirkel. Rechts das Bundeszeichen auf goldenem Grund. In einem Eichenlaubkranz zwei Speere (Saufedern) mit dem Gründungsdatum. Links unten der Hubertushirsch auf grünem Grund. Rechts auf weißem Grund ein Trinkhorn mit drei Sternen für die Corpsgründer.
- Wahlspruch: „Einig und treu, stark und frei!“

## Geschichte

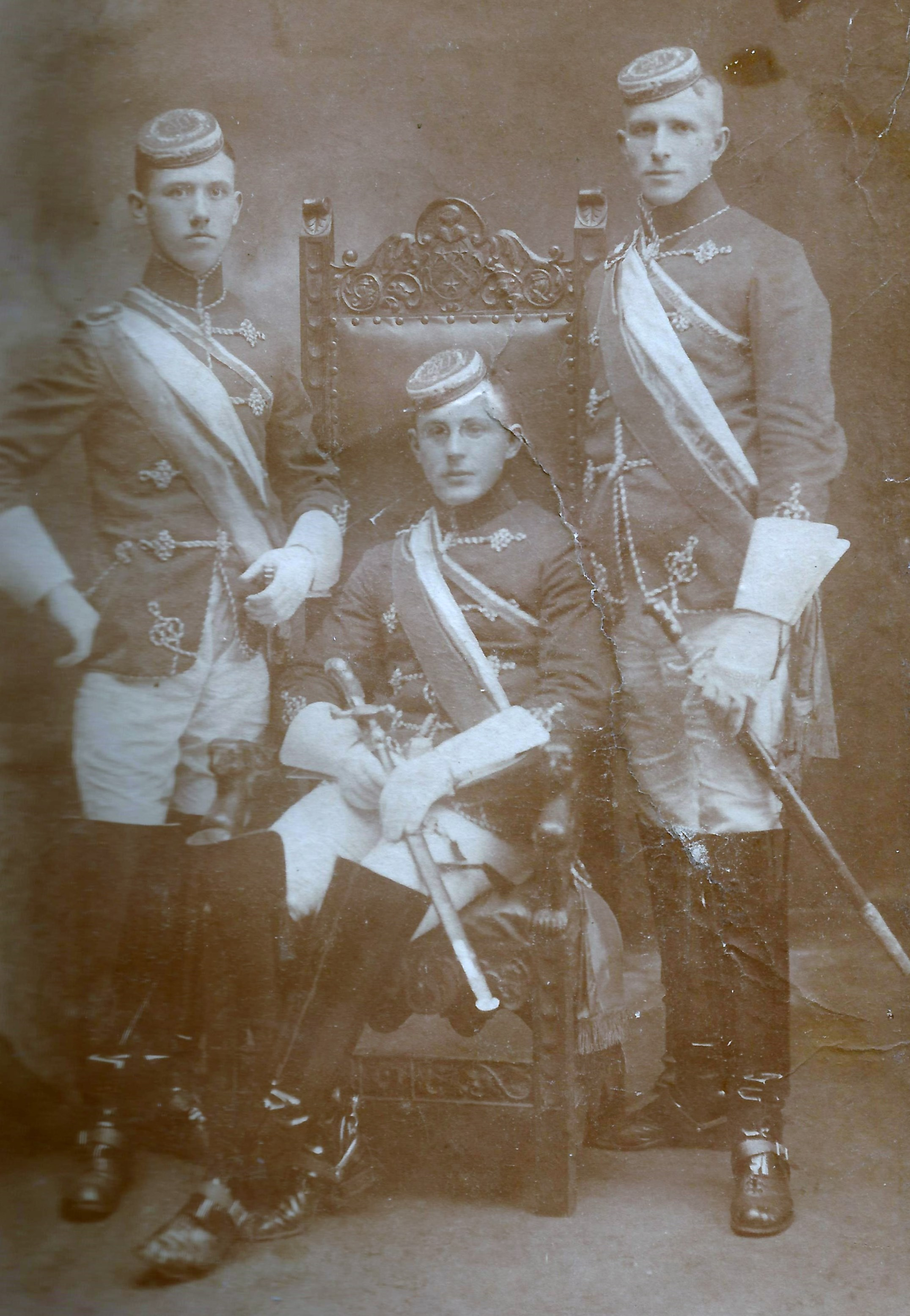
Die Chargen des Wintersemester 1922 mit den bis 1945 verwendeten preußischen Hirschfängern

Das Jagdcorps Masovia zu Berlin wurde am 15. Januar 1914 von den Gründern Gustav Condereit, Max Gorr, Robert Troje und Willi Prehl an der Landwirtschaftlichen Hochschule Berlin gestiftet. Auch der Jagdschriftsteller Fritz Bley war an der Gründung beteiligt. Der Name Masovia ist auf die Heimat der Stifter, das damalige ostpreußische Masuren, zurückzuführen. Man folgte hierbei den alten landsmannschaftlichen Gesichtspunkten bei der Namensgebung. Das Schaufelgeweih des Elches, dem größten in den Masuren beheimateten Hirsch, wurde zum Emblem der Masovia. Ausgehend von dem Gedanken, jagdlich interessierte Studenten in einer Korporation zusammenzufassen, ihre Mitglieder durch Pflege waidmännischen Geistes zu waidgerechten Jägern zu erziehen und in gleicher Weise studentisches Brauchtum zu wahren, brachten die Gründer durch die Bildung des Jagdcorps ein neuartiges Prinzip in das deutsche Verbindungsleben.
Kriegsbedingt fanden die Gründer erst 1919 wieder zusammen, um das Corps dann am 15. Januar 1920 offiziell zu konstituieren bzw. zu restituieren. Ab 1921/22 zeigten sich die ersten freundschaftlichen Verbindungen in Berlin zu den damaligen Verbindungen Cimbria und Agraria an der Landwirtschaftlichen Hochschule. Die Kneipe befand sich in den 1920er Jahren im Nationalhof in der Bülowstraße.

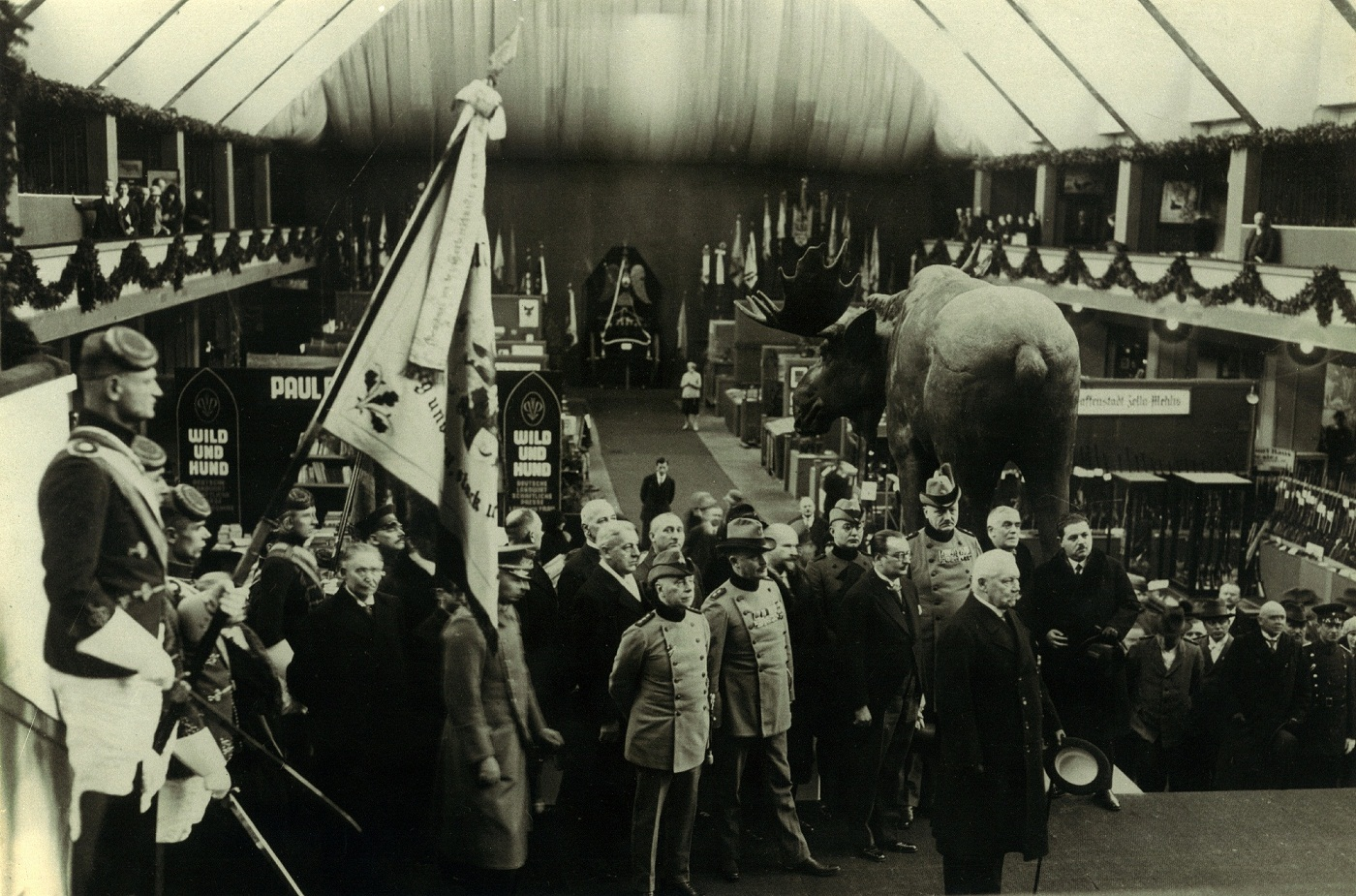
Das Jagdcorps Masovia zu Berlin mit Reichspräsident Paul von Hindenburg bei der Eröffnung der Grünen Woche 1932 in Berlin

Getreu dem Charakter eines Jagdcorps waren sämtliche Corpsbrüder Jäger und pflichtschlagend. Mensurwaffe war der damals noch erlaubte Säbel. Die Mensuren fanden am Alexanderplatz, im Walde bei Schulzendorf und in der Friedrichstraße statt. Die jagdliche Ausbildung der Corpsbrüder stand im Vordergrund, so erfolgten theoretische Jagdstunden mit erfahrenen Jägern, allwöchentliche Übungsschießen in Wannsee und die Einleitung der Kneipen mit jagdlichen Vorträgen. Das Akademikerpreisschießen ist seit dem 14. Januar 1922 eine traditionelle Veranstaltung. Der Reichsjagdbund erkannte das Jagdcorps Masovia an, was sich unter anderem darin zeigte, dass er 1931 die Stiftungsfeier des Jagdcorps ausrichtete.
Das Verbindungsleben in Deutschland kam nach 1933 fast zum Stillstand. Außer dem Jagdcorps Masovia und dem Jagdcorps Hubertia Halle suspendierten sich die anderen Jagdverbindungen oder schlossen sich mit anderen nicht-jagdlichen Verbindungen zusammen. Der WJSC wurde ebenfalls, auf dem Corpsheim der Masovia, suspendiert. Ein Verbot konnte durch Widerspruch und unter Auflagen aufgehoben werden. Im Wintersemester 1934/35 verstärkte sich der Altherrenverband des Jagdcorps Masovia durch den Übergang des Altherrenverbandes des freien Corps Hasso Borussia. Im Sommersemester 1935 wurde das Jagdcorps Hubertia Halle Masovia angegliedert, da man dort eher eine Überlebenschance für das Jagdcorpsstudententum sah. 1938 folgte das Jagdcorps Saxo-Silesia Dresden, zu dem bereits 1934 der AHV der Sportschaft Teuto-Silesia Leipzig übergegangen war. Unter dem Alten Herren Pohle musste 1935 die Satzung geändert werden, so dass das Corps offiziell keine studentische Korporation mehr war, sondern ein Verein. Der Vereinsbetrieb hatte allerdings zu einem korporativen Semesterbetrieb keinerlei Unterschiede, wodurch sowohl Rezeptionen als auch Mensuren während er NS-Zeit belegt sind. Aufgrund des Zweiten Weltkrieges verblieben nur wenige Corpsbrüder in Berlin. Diese konnten aber durch monatlich durchgeführte Kneipen, Schießen in Wannsee und Stiftungsfestfeiern die Tradition aufrechterhalten. Zusammen mit dem Corps Franconia Berlin und der Landsmannschaft Arminia betreute Masovia die Kameradschaft Kubitza. Die letzte offizielle Zusammenkunft vor Kriegsende war die Weihnachtsfeier am 17. Dezember 1944. Pohle ist es gelungen, trotz Kriegswirren und Plünderungen wertvolles Inventar zu retten.
Dieser veranstaltete ab 1946 auch wieder erste Zusammenkünfte im privaten Kreis. Im Mai 1955 fand der erste Convent statt, in dem auch die Reaktivierung des Jagdcorps Masovia am 25. Juni 1955 beschlossen wurde. Sowohl das Stiftungsfest als auch eine Mensur wurden 1956 erstmals wieder durchgeführt. Durch einen Conventbeschluss im Frühjahr 1957 passte sich das Corps Masovia den Gegebenheiten der Zeit an und ging von der Bestimmungsmensur auf die Besprechungsmensur über. Die jagdliche Ausbildung oblag fortan dem Corpsjägermeister.
Masovia stellte 1964 erstmals mit Dietrich Leßmann den Vorsitz im Convent Deutscher Korporationsverbände.

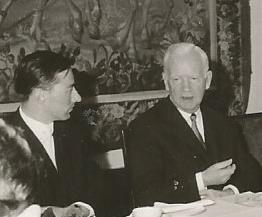
Leßmann beim Empfang der Deutschen Korporationsverbände durch Bundespräsident Heinrich Lübke in der Villa Hammerschmidt am 2. Mai 1964

Die Jagdhornbläser der Masovia wirkten 2004 an einer Theateraufführung mit. Das Jagdcorps Masovia zu Berlin war immer wieder auf der Grünen Woche in Berlin vertreten, so unterstützten sie 2014 die Ausstellung des Deutschen Jagdverbands und hatten gemeinsam mit dem WJSC auch einen eigenen Stand.

## Masovia und der WJSC

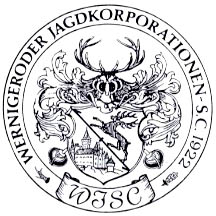
Historisches Wappen des WJSC

### Gründung des WJSC
Auch nach außen wirkte das Jagdcorps Masovia. So erfolgte die Gründung des „Akademischen Jagdvereins Borussia“ in Hannover von Berlin aus. Mit diesem gründete Masovia am 30. Januar 1922 in Berlin das Kartell akademischer Jagdverbindungen, das am 26. Juni 1924 durch die Aufnahme des Jagdcorps Hubertia Halle erweitert wurde. Am 12. Februar 1927 wurde das Jagdcorps Hubertia Breslau auf dem ordentlichen Kartellconvent aufgenommen.
Durch seine Alten Herren Christian-Ernst zu Stolberg-Wernigerode und Frick-Scholz erfolgte am 2. Juli 1927 die Gründung des Wernigeroder Jagdcorps Senioren-Convent (WJSC) im Schloss Wernigerode, deren Gründungsmitglied Masovia seitdem ist. Unter dem Vorsitz Masovias fand auch die erste Tagung statt. Als Zeichen der besonderen Verbundenheit zur Familie Stolberg-Wernigerode, deren männliche Mitglieder traditionell Mitglied Masovias sind, trägt der Senior zum Chargenwichs deren Hausorden.

### Rekonstitionierung nach '45
Mit den neu gegründeten Jagdverbindungen Hubertia Bonn, die neuer Traditionsträger von Halle wurde, und Hermann Löns Münster restituierte Masovia 1956 den WJSC. Masovia hatte sowohl bei der ersten Verbandstagung nach dem Zweiten Weltkrieg 1956 in Hannover als auch 1990 bei der erstmals wieder in Wernigerode stattfinden Verbandstagung jeweils den Vorsitz.

## Besonderheiten
Das Jagdcorps Masovia zu Berlin pflegt sowohl studentisches, als auch jagdliches Brauchtum. Die Ausrichtung von Jagdkursen, Weiterbildungsveranstaltungen, Jägerabenden und Jagdliches Schießen stehen hierbei im Vordergrund. An die Mitglieder werden hohe Anforderungen bezüglich Waidgerechtigkeit und Naturverbundenheit gestellt. Deswegen erwartet es von ihnen, dass sie sich als Heger und Pfleger von Wald, Wild und Natur verstehen und sich aktiv dafür einsetzen. Das Jagdcorps ist konfessionell und politisch ungebunden.
Masovia ist Traditionsträger des Jagdcorps Saxo-Silesia zu Dresden. Als äußeres Zeichen tragen daher die Chargierten der Masovia das Band der Saxo-Silesia als Traditionsband. Ferner stellt Masovia bei Verbandsveranstaltungen einen Traditionschargierten. Bis 1945 chargierte Masovia nicht mit Schlägern, sondern mit preußischen Hirschfängern. Erst nach deren Verlust, bei der Eroberung Berlins durch die Rote Armee, wurden die in Berlin üblichen Glockenschläger verwendet.

## Bekannte Mitglieder
Die Auflistung ist chronologisch nach Geburtsjahr geordnet.
- Fritz Bley (1853–1931), Schriftsteller
- Franz Jaffé (1855–1937), deutscher Architekt
- Ernst von Eschwege (1859–1932), Oberforstmeister
- Christian-Ernst zu Stolberg-Wernigerode (1864–1940), Fürst, Mitglied des Preußischen Herrenhauses, und der Ersten Kammer der Hessischen Landstände
- Adolf Friedrich zu Mecklenburg (1873–1969), Gouverneur der deutschen Kolonie Togo, Präsident des Deutschen Olympischen Komitees
- Heinrich zu Mecklenburg (1876–1934), Prinz der Niederlande
- Hugo Miehe (1875–1932), Botaniker, Rektor der Landwirtschaftlichen Hochschule Berlin
- Detlev Müller-Using (1907–1975), Zoologe
- Kurt Opitz (1877–1958), Acker- und Pflanzenbauwissenschaftler, Rektor der Landwirtschaftlichen Hochschule Berlin
- Hermann Pohle[19] (1892–1982), Zoologe

Durch die Zusammenlegung von Masovia mit Hubertia Halle und Saxo-Silesia Dresden wurden deren Mitglieder Masuren.
- Egon von Kapherr (1877–1935), Schriftsteller